# Île Madeline
L'Île Madeline est une île de l'État du Wisconsin aux États-Unis, située sur le lac Supérieur.
L'île Madeline est la plus grande des îles des Apôtres qui forment un archipel face à la baie Chequamegon.

## Histoire
Cette île fut autrefois au cœur du territoire des Amérindiens Ojibwés.
Les premiers européens à explorer cette région furent les coureurs des bois, trappeurs et explorateurs français et canadiens-français dès le XVIIe siècle.
C'est le missionnaire jésuite français, René Ménard, qui dénomma l'île en raison de Sainte Madeleine, ainsi que l'archipel dont elle fait partie du nom de "îles des douze Apôtres".
En 1693, le gouverneur de la Nouvelle-France, Louis de Buade de Frontenac, charge Pierre-Charles Le Sueur de fonder un comptoir près des Grands Lacs. Le Sueur choisit l'emplacement de l'île Madeline qui forme un cap donnant sur les Grands Lacs et établit ce poste qu'il nommera La Pointe.  
Ce poste fortifié français servit de comptoir pour les trappeurs qui commerçaient, avec les amérindiens, la fourrure des castors, loutres, renards et ours. 
En 1842, puis en 1854 furent signés, sur l'île Madeline, deux traités entre la nation des Ojibwés et les États-Unis, appelé chacun du nom de « Traité de La Pointe » et qui cédaient la majeure partie des territoires amérindiens.